# Religulous
Religulous är en amerikansk komedi-/dokumentärfilm från 2008 av och med komikern Bill Maher. Filmen är regisserad av Larry Charles. Titeln "Religulous" är ett teleskopord av de engelska orden "religion" och "ridiculous" (löjlig). Filmen granskar och satiriserar organiserad religion och religiös tro.